# Ulrico II de Mecklemburgo-Stargard
Ulrico II, duque de Mecklemburgo-Stargard (probablemente antes de 1428 - 13 de julio de 1471) fue el duque gobernante en la porción del ducado de Mecklemburgo llamada Mecklemburgo-Stargard desde 1466 a 1471. Era el hijo menor del duque Enrique de Mecklemburgo-Stargard, y su esposa Ingeborg de Pomerania.

## Biografía
Ulrico II nació probablemente antes de 1428 y reinó junto con su padre Enrique. Después de la muerte de su padre en 1466 asumió el poder pleno.
Se casó con Catalina, hija del príncipe Guillermo de Werle. El matrimonio había sido planeado en para 1446. Sin embargo, sólo se celebró después de una larga disputa sobre la dote. A través de la mediación del alcalde Otto Voge de Stralsund, un acuerdo amistoso, el Tratado de Ribnitz, se alcanzó el 24 de febrero de 1454. El punto más difícil fue una disputa sobre la parte de la madre de Catalina, Sofía de Pomerania, en la herencia de su hermano, el duque Barnim VIII de Pomerania, quien había muerto en 1451. El lado de Mecklemburgo pretendió que su parte como dote para la boda de Catalina. Esto afectó a los señoríos de Barth, Zingst y Damgarten, que Barnim VIII había empeñado a Catalina por 20.000 florines. La fecha exacta de la boda se desconoce, pero probablemente entre el 24 de febrero (la fecha del tratado) y el 15 de septiembre de 1454 (la primera mención documentada de Catalina como su esposa). Catalina fue mencionada por última vez el 21 de julio de 1475.
Ulrico murió en 1471; hubo rumores de que fue envenenado. Fue enterrado en el monasterio de Wanzka. Como no tenía descendientes varones, Stargard volvió a la línea de Enrique IV de Mecklemburgo, quien ya gobernaba el resto de Mecklemburgo.

## Descendencia
1. Ingeborg (m. probablemente el 8 de abril de 1509), se casó con Eberwin II de Bentheim
2. Isabel (m. 1532), priora de la abadía de Rehna